# Notre-Dame-de-Ham
Pour les articles homonymes, voir Notre-Dame.
Notre-Dame-de-Ham est une municipalité canadienne du Québec située dans de la municipalité régionale de comté d'Arthabaska et la région administrative du Centre-du-Québec. Notre-Dame-De-Ham est situé à environ 190 km de Montréal. La municipalité compte environ 400 habitants.

## Toponymie
La Commission de toponymie du Québec écrit à son sujet : « Le 25 mai 1996, la municipalité de Notre-Dame-de-Lourdes-de-Ham changeait son appellation pour celle de Notre-Dame-de-Ham. À une trentaine de kilomètres au sud-est de Victoriaville, dans les Bois-Francs, entre Ham-Nord et Chesterville, se dresse la modeste municipalité de Notre-Dame-de-Ham. Ce territoire étroit, tout en longueur, qui épouse parfaitement la forme d'un rectangle, occupe la partie nord-ouest du canton de Ham-Nord. D'ailleurs, le constituant Ham, qui figure sans le point cardinal sur la carte de Gale et Duberger de 1795, évoque un village d'Angleterre du comté d'Essex. Quant à l'ancienne désignation Notre-Dame-de-Lourdes, l'élément avait été emprunté au lieu de pèlerinage parmi les plus fréquentés du monde. La municipalité, d'abord érigée sous le nom de municipalité de la paroisse de Notre-Dame-de-Lourdes-de-Ham en 1899, une année après la paroisse quasi homonyme, au point cardinal Nord près, devient, en 1958, la municipalité de Massabielle, et reprend son nom originel en 1961, jusqu'en 1996. »

## Géographie
La rivière Nicolet traverse la municipalité du sud-est vers le nord-ouest. 

## Démographie
| 1996 | 2001 | 2006 | 2011 | 2016 | 2021 |
| ---- | ---- | ---- | ---- | ---- | ---- |
| 343  | 395  | 424  | 414  | 411  | 414  |

## Administration
Les élections municipales se font en bloc pour le maire et les six conseillers.
| Notre-Dame-de-Ham Maires depuis 2003                                                                                 |                 |         |          |
| Élection | Maire           | Qualité | Résultat |
| 2003 | Gilles Pépin    |         | Voir     |
| 2005 | Gilles Pépin    | Voir    |          |
| 2009 | Diane Lefort    |         | Voir     |
| 2012 | France Mc Sween |         | Voir     |
| 2013 | France Mc Sween | Voir    |          |
| 2017 | Luce Périard    |         | Voir     |
| 2021 | Serge Tremblay  |         | Voir     |
| Élection partielle en italique Depuis 2005, les élections sont simultanées dans toutes les municipalités québécoises |                 |         |          |